# Harmothoe borealis
Harmothoe borealis är en ringmaskart som först beskrevs av Johan Hjalmar Théel 1879.  Harmothoe borealis ingår i släktet Harmothoe och familjen Polynoidae. Arten har ej påträffats i Sverige. Inga underarter finns listade i Catalogue of Life.